# 브르타뉴
브르타뉴(프랑스어: Bretagne 듣기 (도움말·정보), 브르타뉴어: Breizh, 갈로어: Bertaèyn)는 프랑스 북서부에 위치한 레지옹으로 중심 도시는 렌이며 면적은 27,208km2, 인구는 3,237,097명(2012년 기준)이다.
브르타뉴반도에 위치하며 서쪽으로는 대서양, 동쪽으로는 바스노르망디(현재의 노르망디), 페이드라루아르와 접한다. 4개 주(모르비앙주, 일에빌렌주, 코트다르모르주, 피니스테르주)를 관할한다.

## 문화
순수 켈트족이 거주하는 지역이다. 몇 안되는 켈트어파 언어를 쓰고 있다. 서부에서는 토착어인 브르타뉴어를 소수가 쓰나, 국가의 유일한 공식어인 프랑스어에 밀려 지금은 줄어들고 있는 추세이다. 동쪽에서는 프랑스어를 사용한다. 브르타뉴어는 1999년 통계청의 자료에 의하면 18세 이상 인구 중에서 26만 명이 브르타뉴 지방에서 사용한 것으로 나타났다. 그리고 프랑스 전역을 기준으로 하면 29만 명 정도가 사용한 것으로 나타났다.
- 바갸드

## 인구
| 연도    | 인구      | ±% p.a. |
| ------- | --------- | ------- |
| 1801    | 1,833,410 | —       |
| 1821    | 1,984,950 | +0.40%  |
| 1831    | 2,103,842 | +0.58%  |
| 1841    | 2,180,755 | +0.36%  |
| 1851    | 2,303,113 | +0.55%  |
| 1861    | 2,327,414 | +0.11%  |
| 1876    | 2,406,348 | +0.22%  |
| 1881    | 2,446,243 | +0.33%  |
| 1891    | 2,517,009 | +0.29%  |
| 1901    | 2,559,398 | +0.17%  |
| 1921    | 2,424,959 | −0.27%  |
| 1936    | 2,396,647 | −0.08%  |
| 1946    | 2,336,820 | −0.25%  |
| 1954    | 2,338,803 | +0.01%  |
| 1962    | 2,396,582 | +0.31%  |
| 1968    | 2,468,227 | +0.49%  |
| 1975    | 2,595,431 | +0.72%  |
| 1982    | 2,707,886 | +0.61%  |
| 1990    | 2,794,317 | +0.39%  |
| 1999    | 2,904,075 | +0.43%  |
| 2006    | 3,080,990 | +0.85%  |
| 2016    | 3,306,529 | +0.71%  |
| source: |           |         |

## 같이 보기
- 브르타뉴반도
- 브르타뉴어